# مسجد جامع رهنان
مسجد جامع رهنان مربوط به دوره صفوی است و در شهرستان اصفهان شهر رهنان، محله ماشاده، خیابان ابوذر، غرب شهرداری سابق منطقه ۱۱ واقع شده و این اثر در تاریخ ۳۰ تیر ۱۳۸۴ با شمارهٔ ثبت ۱۲۲۳۱ به‌عنوان یکی از آثار ملی ایران به ثبت رسیده‌است.
رهنان شهری است در شمال غربی کلانشهر اصفهان. بستنی و مبل این منطقه شهرت بسیار زیادی دارد.